# Tabora
Tabora es una ciudad de Tanzania, capital de la región homónima en el oeste del país. Dentro de la región, forma una subdivisión equiparada a un valiato y es al mismo tiempo la sede administrativa del vecino valiato rural de Uyui sin pertenecer al mismo. Es también sede de la arquidiócesis de Tabora, fundada en 1953.
En 2012, la ciudad tenía una población total de 226 999 habitantes.
Se ubica a medio camino entre Mbeya y Mwanza sobre la carretera B6. Al oeste de la ciudad sale una carretera que lleva a Kigoma.

## Historia
El origen de la ciudad fue una población llamada Kazeh, creada en la década de 1850 como centro comercial de esclavos por mercaderes de origen suajili y omaní. En sus primeros años perteneció al reino de Unyanyembe. Una buena parte del asentamiento original fue destruido en 1871 por las tropas de Mirambo, líder del pueblo nyamwezi. En 1891 fue anexionada de forma efectiva por el África Oriental Alemana, que la convirtió en uno de sus principales centros administrativos por su posición ferroviaria estratégica. Los alemanes perdieron la ciudad en 1916, cuando fue capturada durante la Primera Guerra Mundial por las tropas del general belga Charles Tombeur.

## Subdivisiones
El territorio de la ciudad se divide en las siguientes 25 katas:
- Chemchem
- Cheyo
- Gongoni
- Ifucha
- Ikomwa
- Ipuli
- Isevya
- Itetemia
- Itonjanda
- Kabila
- Kakola
- Kalunde
- Kanyenye
- Kiloleni
- Kitete
- Malolo
- Mbugani
- Misha
- Mtendeni
- Ndevelwa
- Ng'ambo
- Ntalikwa
- Tambukareli
- Tumbi
- Uyui

## Clima
| Parámetros climáticos promedio de Tabora | Parámetros climáticos promedio de Tabora | Parámetros climáticos promedio de Tabora | Parámetros climáticos promedio de Tabora | Parámetros climáticos promedio de Tabora | Parámetros climáticos promedio de Tabora | Parámetros climáticos promedio de Tabora | Parámetros climáticos promedio de Tabora | Parámetros climáticos promedio de Tabora | Parámetros climáticos promedio de Tabora | Parámetros climáticos promedio de Tabora | Parámetros climáticos promedio de Tabora | Parámetros climáticos promedio de Tabora | Parámetros climáticos promedio de Tabora |
| Mes                                      | Ene.                                     | Feb.                                     | Mar.                                     | Abr.                                     | May.                                     | Jun.                                     | Jul.                                     | Ago.                                     | Sep.                                     | Oct.                                     | Nov.                                     | Dic.                                     | Anual                                    |
| ---------------------------------------- | ---------------------------------------- | ---------------------------------------- | ---------------------------------------- | ---------------------------------------- | ---------------------------------------- | ---------------------------------------- | ---------------------------------------- | ---------------------------------------- | ---------------------------------------- | ---------------------------------------- | ---------------------------------------- | ---------------------------------------- | ---------------------------------------- |
| Temp. máx. media (°C)                    | 27.8                                     | 28.3                                     | 28.3                                     | 27.8                                     | 28.3                                     | 28.3                                     | 28.3                                     | 29.4                                     | 31.7                                     | 32.2                                     | 31.1                                     | 28.3                                     | 29.4                                     |
| Temp. mín. media (°C)                    | 17.2                                     | 17.2                                     | 17.8                                     | 17.2                                     | 16.7                                     | 15                                       | 14.4                                     | 15.6                                     | 17.2                                     | 18.9                                     | 18.9                                     | 17.8                                     | 17.2                                     |
| Precipitación total (mm)                 | 127                                      | 124.5                                    | 167.6                                    | 137.2                                    | 27.9                                     | 2.5                                      | 0                                        | 0                                        | 7.6                                      | 15.2                                     | 99.1                                     | 170.2                                    | 878.8                                    |
| Fuente: Weatherbase                      |                                          |                                          |                                          |                                          |                                          |                                          |                                          |                                          |                                          |                                          |                                          |                                          |                                          |